# ويلفريد بليك
ويلفريد بليك (29 نوفمبر 1854 في المملكة المتحدة - ) (بالإنجليزية: Wilfred Blake)‏ هو لاعب كريكت بريطاني.